# Alfa Romeo 1101
L'Alfa Romeo 1101 era un motore radiale aeronautico a 28 cilindri a 7 stelle, realizzato tra la fine degli anni trenta del XX secolo e il periodo della seconda guerra mondiale dall'azienda italiana Alfa Romeo Milano e rimasto allo stadio di prototipo.

## Storia del progetto
Nel corso del 1935 l'ingegnere spagnolo Wilfredo Ricart sostituì l'ingegner Giustino Cattaneo, alla testa del reparto motori aeronautici (Servizio Studi Speciali) dell'Alfa Romeo. Appena arrivato dovette subito occuparsi dei problemi emersi nello sviluppo del nuovo modello, l'AR 135 RC., che erogava 1 400 CV. Le continue modifiche ai capitolati volute dai militari consigliarono una riprogettazione del motore, e nel 1939 Ettore Pagani completò uno studio relativo ad un motore con cilindrata totale di 50 litri, erogante una potenza superiore ai 2.100 CV. Inizialmente noto come modello 101, fu poi definitivamente denominato 1101 e il suo sviluppo cominciò all'inizio del 1940. Affidato al capo dei calcolatori Orazio Satta, in collaborazione con Giuseppe Busso, e sotto la supervisione di Ricart e Gobbato, il prototipo del motore fu completato per la fine del 1941, girando al banco per la prima volta il giorno di Natale di quell'anno, mentre secondo Giuseppe Busso ciò avvenne nei primi giorni del gennaio 1942.
L'ingegnere Busso, entrato in Alfa Romeo nel 1939, aveva calcolato le possibilità di sviluppo del nuovo propulsore, prevedendo versioni con compressore a due stadi e due velocità eroganti 2 300 CV, una versione turbo composita da 2 600 CV una versione maggiorata a 60 000 cc e ipotizzato uno sviluppo del motore dotato di 42 cilindri da 70 000 cc. Il precipitare della situazione bellica, portò al decentramento del Servizio Studi Speciali nello stabilimento di Armeno, vicino al lago d'Orta, avvenuto all'inizio del 1943. La firma del successivo armistizio dell'8 settembre 1943, e la costituzione della Repubblica Sociale Italiana portarono al rallentamento definitivo, e poi al successivo abbandono, del lavoro sul modello 1101. Il 18 giugno 1944 un attacco dei partigiani distrusse lo stabilimento di Armeno, insieme a buona parte della documentazione tecnica e dei pezzi per realizzare la serie 0 di 20 esemplari.

### Annotazioni
1. ↑  Cattaneo aveva lasciato l'Alfa Romeo nel corso del 1935, per fondare una sua propria impresa industriale, la CABI-Cattaneo.
2. ↑  Secondo la testimonianza di un tecnico presente quel giorno in fabbrica.
3. ↑  Dove 3 dei 5 turbocompressori restituivano la potenza direttamente all'albero portaelica, i 2 rimanenti costituivano il primo stadio di sovralimentazione, mentre il secondo era sempre composto dal compressore centrifugo; il motore era dotato di iniezione diretta e scambiatore di calore per l'aria compressa di alimentazione.

### Fonti
1. ↑  Montanari 2019, p. 27.
2. 1 2 3 4  AISA Story.
3. 1 2 3 4 5 6 7 8  Montanari 2019, p. 26.

### Periodici
- Luigi Montanari, Destini incrociati, in epocAuto, n. 1, Faenza, Edizioni C&C. s.r.l., gennaio 2019,  pp. 24-27.